# Pimpinella dendroselinum
Pimpinella dendroselinum är en flockblommig växtart som beskrevs av Philip Barker Webb och Sabin Berthelot. Pimpinella dendroselinum ingår i släktet bockrötter, och familjen flockblommiga växter. Inga underarter finns listade i Catalogue of Life.